# Hydnophlebia
Hydnophlebia là một chi nấm thuộc họ Meruliaceae.